# Pangasiidae
Famille
Les Pangasiidés (Pangasiidae) sont une famille de poissons-chats appartenant à l'ordre des Siluriformes.

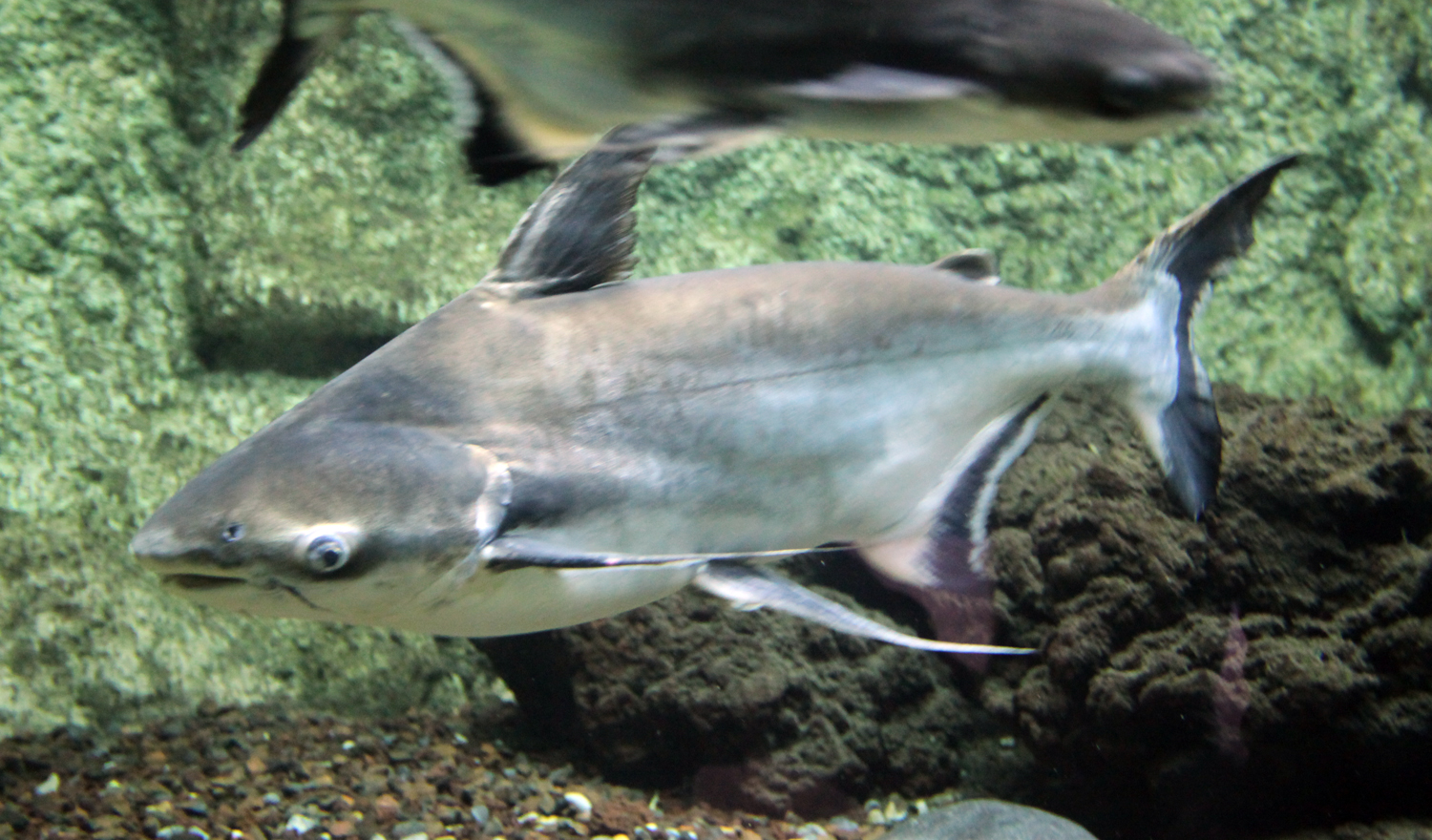
Pangasius sanitwongsei

## Taxinomie

### Liste des genres
Selon World Register of Marine Species (3 septembre 2013) et Catalogue of Life (3 septembre 2013) :
- genre Helicophagus
- genre Pangasianodon
- genre Pangasius
- genre Pseudolais

Selon ITIS (3 septembre 2013) :
- genre Helicophagus Bleeker, 1858
- genre Pangasius Valenciennes in Cuvier & Valenciennes, 1840
- genre Sinopangasius Chang & Wu, 1965

### Liste des genres et espèces
Selon FishBase (3 septembre 2013) :
- genre Helicophagus
  - Helicophagus leptorhynchus Ng & Kottelat, 2000
  - Helicophagus typus Bleeker, 1857
  - Helicophagus waandersii Bleeker, 1858
- genre Pangasianodon
  - Pangasianodon gigas Chevey, 1931
  - Pangasianodon hypophthalmus
- genre Pangasius
  - Pangasius bocourti Sauvage, 1880
  - Pangasius conchophilus Roberts & Vidthayanon, 1991
  - Pangasius djambal Bleeker, 1846
  - Pangasius elongatus Pouyaud, Gustiano & Teugels, 2002
  - Pangasius humeralis Roberts, 1989
  - Pangasius kinabatanganensis Roberts & Vidthayanon, 1991
  - Pangasius krempfi Fang & Chaux, 1949
  - Pangasius kunyit Pouyaud, Teugels & Legendre, 1999
  - Pangasius larnaudii Bocourt, 1866
  - Pangasius lithostoma Roberts, 1989
  - Pangasius macronema Bleeker, 1850
  - Pangasius mahakamensis Pouyaud, Gustiano & Teugels, 2002
  - Pangasius mekongensis Gustiano, Teugels & Pouyaud, 2003
  - Pangasius myanmar Roberts & Vidthayanon, 1991
  - Pangasius nasutus
  - Pangasius nieuwenhuisii
  - Pangasius pangasius
  - Pangasius polyuranodon Bleeker, 1852
  - Pangasius rheophilus Pouyaud & Teugels, 2000
  - Pangasius sabahensis Gustiano, Teugels & Pouyaud, 2003
  - Pangasius sanitwongsei Smith, 1931
- genre Pseudolais
  - Pseudolais micronemus
  - Pseudolais pleurotaenia

Selon NCBI (3 septembre 2013) :
- genre Helicophagus
  - Helicophagus leptorhynchus
  - Helicophagus typus
  - Helicophagus waandersii
- genre Pangasianodon
  - Pangasianodon gigas
  - Pangasianodon hypophthalmus
- genre Pangasius
  - Pangasius bocourti
  - Pangasius conchophilus
  - Pangasius krempfi
  - Pangasius larnaudii
  - Pangasius macronema
  - Pangasius nasutus
  - Pangasius pangasius
  - Pangasius polyuranodon
  - Pangasius sanitwongsei
- genre Pseudolais
  - Pseudolais micronemus
  - Pseudolais pleurotaenia